# Onthophagus incanus
Onthophagus incanus là một loài bọ cánh cứng trong họ Bọ hung (Scarabaeidae).